# Logis de la Pezellière
Le logis de la Pezellière est un manoir situé en France sur la commune de Sainte-Gemmes-d'Andigné, dans le département de Maine-et-Loire en région Pays de la Loire.
Il fait l’objet d'une inscription au titre des monuments historiques depuis le 27 août 2001.

## Localisation
Le manoir est situé dans le département français de Maine-et-Loire, sur la commune de Sainte-Gemmes-d'Andigné.

## Historique
L'édifice est inscrit au titre des monuments historiques en 2001.